# CLAMP学園探偵団 オリジナル・サウンドトラック2
『CLAMP学園探偵団 オリジナル・サウンドトラック2』は、1997年10月22日にビクターエンタテインメントよりリリースされた、アニメ『CLAMP学園探偵団』のサウンドトラックである。

## 収録曲
一部楽曲を除いて作編曲はALI PROJECTの片倉三起也が担当している。
同様に作詞・ボーカルは宝野アリカが担当している。
1. Gift（作詞：岩里祐穂　作・編曲：菅野よう子　　ボーカル：坂本真綾）
  - アニメ『CLAMP学園探偵団』ED楽曲（第20話 - 第26話）
2. Glory and Angel (Strings Quartet)
3. A Breath of Air
4. Bird of Paradise
  - 同名の1951年の映画（Bird of Paradise）が存在する。
5. ぶくぶく空が
6. 春のソナタ
7. 夕暮れから
8. La Valse de la petite fille
9. Nocturne
10. La Ciociara
  - 同名の1960年の映画（La Ciociara）が存在する。
11. Walking in the Forest
  - Best Serviceのサンプル音源『Orchestral Colours』より「A Thrill」「Jolly Flutes」が利用されている。
12. Shanghai Surprise
  - 同名の1986年の映画（Shanghai Surprise）が存在する。
13. China moon
  - 同名の1994年の映画（China Moon）が存在する。
14. 静かな生活
15. 月夜のピエレット(Instrumental Ver.)
16. カフェテラスでお茶をどうぞ
  - イントロ、間奏にZERO-Gのソフト音源『UPFRONT LEAD GUITAR』より「20_15_03」が利用されている。
17. Le Repos du Guerrier
  - 同名の1962年の映画（Le Repos du guerrier）が存在する。
18. Glorious Resolution
19. Kill Zone
20. King Creole
  - 同名の1958年の映画（King Creole）が存在する。
  - Best Serviceのサンプル音源『Orchestral Colours』より「Expressive Strings」が利用されている。
21. Battle Ground
22. L'Amour Braque
  - 同名の1985年の映画（L'Amour braque）が存在する。
  - Noblerot収録「Halation」に流用されている。
23. Fievre
24. Pozegnanie Jesieni
  - 同名の1989年の映画（Pożegnanie jesieni）が存在する。
25. The Secret Garden
  - Avenger O.S.T.収録「地獄の季節」のイントロに流用されている。
  - Miguel Manzanoの『Spanish Preludes Del Olor de la Hierbabuena』が引用されている。
26. L'eternite
27. Un An Deja
  - Noblerot収録「ナルシス・ノワール」にメロディが流用されている。
  - Miguel Manzano の『Spanish Preludes Sentimental Decadente』が引用されている。
28. 眠りの精
29. Apres la pluie
30. Fight
  - Best Serviceのサンプル音源『Orchestral Colours』よりデモ音源が利用されている。
31. Cold Fire
  - Aristocracy収録「閉ざされた画室」にメロディが流用されている。
32. Le Rayon Vert
  - 同名の1986年の映画（Le Rayon vert）が存在する。
33. La Strada
  - 同名の1954年の映画（La Strada）が存在する。
34. ピアニィ・ピンク　(Instrumental Ver.)
35. 愛だけじゃない